# توماس کیویماگی
توماس کیویماگی (استونیایی: Toomas Kivimägi؛ زادهٔ ۱۶ فوریهٔ ۱۹۶۳) سیاستمدار و نماینده مجلس اهل استونی است.